# ナンシー (小惑星)
ナンシー(2056 Nancy)は、小惑星帯の内側にある岩石質の小惑星であり、直径は約10kmである。1909年10月15日にドイツの天文学者ヨーゼフ・ヘルフリッヒがドイツ南西部のケーニッヒシュトゥール天文台で発見した。S型小惑星で、自転周期は15.0時間である。イギリスの天文学者ブライアン・マースデンの妻の名前に因んで命名された。

## 軌道と分類
ナンシーは小惑星族に属さず、小惑星帯の内側、太陽から1.9-2.5天文単位の軌道を3年4か月（1,206日）かけて公転している。軌道離心率は0.14で、黄道に対する軌道傾斜角は4°である。観測弧は、公式の発見日である1909年10月のハイデルベルクから始まっている。

## 名前
小惑星の同定法を開発したイギリスの天文学者ブライアン・マースデンの妻であるナンシー・ルー・ジゼル・マースデンの名前に因んで命名された。なおこれ以前に、ブライアン・マースデンの名前に因んで、別の小惑星であるマースデンが命名されていた。公式な命名の引用は、小惑星センターの1978年4月1日の公表による。

## 物理的性質

### 光学曲線
2018年時点で、測光観測により、ナンシーの光学曲線が1つ得られている。光学曲線の分析により、15時間周期で光度が0.08等級変化していることが明らかとなった(U=1)。

### 直径とアルベド
アメリカ航空宇宙局の広域赤外線探査機のNEOWISEミッションで行われたサーベイによると、ナンシーの直径は7.783-11.19km、表面アルベドは0.16-0.351と測定された。Collaborative Asteroid Lightcurve Link(CALL)では、岩石質の小惑星の標準アルベドを0.20としており、絶対等級12.3に基づいて、直径を10.30mkと計算している。